# محاسبه لنز درون‌چشمی
تعریف:
محاسبه لنز درون‌چشمی(IOL calculation)جهت بررسی قدرت لنز داخل چشمی در مواردی از قبیل آفاکی بر اساس طول محوری چشم و دیگر پارامترهای مورد نیاز بیمار صورت می‌گیرد.

## پارامترهای اندازه‌گیری لنز داخل چشمی
1. طول محوری چشم(Axial Length)
2. قدرت قرنیه (Corneal Power)
3. ثابت A-constant) A)
4. فرمول محاسبه قدرت لنز داخل چشمی(IOL power calculation formulas)